# 黑擬天竺鯛
黑擬天竺鯛（學名：Pseudamia nigra），為輻鰭魚綱天竺鲷科擬天竺鯛屬的一種。分布於中西太平洋澳洲海域，深度2至64公尺，本魚體延長，體稍側扁，眼大、口大且斜裂，頜齒細小，鋤骨和腭骨通常具齒，舌上無齒，前鰓蓋骨邊緣平滑，鰓蓋骨後緣棘不發達，體被小圓鱗，身體黑色至深棕色，背鰭2個，尾鰭尖形，背鰭硬棘7枚、背鰭軟條9枚、臀鰭硬棘2枚、臀鰭軟條8枚，體長可達6公分，棲息在紅樹林生長的半鹹水溪流、河口，屬肉食性，生活習性不明。